# (21482) Patashnick
(21482) Patashnick (1998 HQ132) – planetoida z pasa głównego asteroid okrążająca Słońce w ciągu 3,69 lat w średniej odległości 2,39 j.a. Odkryta 19 kwietnia 1998 roku.